# Kornél Havasi
 Kornél Havasi  (* 10. Januar 1892 in Budapest; † 15. Januar 1945 in Bruck an der Leitha) war ein ungarischer Schachspieler.

## Schach
Havasi gewann das Turnier zu Budapest 1911, wurde geteilter Vierter bis Fünfter in Budapest 1917, Vierter in Budapest 1918, geteilter Neunter bis Elfter in Kaschau 1918, geteilter Sieger mit Szávay in Budapest 1920 und Sechster in Gyula 1921. Bei dem Turnier in Budapest 1923 wurde er Dritter und in Gyula 1923 geteilter Sechster bis Siebter. In Debrecen 1925 gelang ihm beim Maróczy-Jubiläumsturnier der sechste bis zehnte Platz, in Budapest 1926 der dritte bis vierte Platz und beim ersten FIDE-Turnier in Budapest 1926 der 12. bis 14. Platz. Nach einem geteilten siebten bis achten Platz in Budapest 1928 gewann er das Turnier in Mezökövesd 1929.
In Sopron 1934 wurde Havasi Vierter, in Budapest 1934 beim Maróczy-Jubiläumsturnier Fünfter bis Sechster und in Budapest (Ujpest) 1934 erreichte er den geteilten 12. bis 14. Platz. Tatatovaros 1935 sah Havasi auf dem fünften bis sechsten Platz, Mailand 1938 auf dem dritten bis vierten Platz und schließlich das Dori-Gedenkturnier 1939 auf dem vierten bis sechsten Platz.
Havasi nahm an mehreren ungarischen Schachmeisterschaften teil, sein größter Erfolg war der Gewinn des Wettbewerbs 1922 in Budapest.

### Nationalmannschaft
Havasi nahm mit Ungarn an den Schacholympiaden 1927 in London, 1928 in Den Haag, 1930 in Hamburg, 1931 in Prag, 1933 in Folkestone, 1935 in Warschau und 1937 in Stockholm sowie den inoffiziellen Schacholympiaden 1924 in Paris und 1936 in München teil. Mit der Mannschaft gewann er 1927, 1928 sowie 1936 und erreichte 1924, 1930 und 1937 den zweiten Platz, in der Einzelwertung gelang ihm 1935 das zweitbeste Ergebnis am dritten Brett.

## Privates
Havasis Buch A soproni jubiláris sakkverseny, 1934 erschien in Budapest 1935.
Kornél Havasi starb als NS-Zwangsarbeiter an deren Folgen bzw. an Erschöpfung und Unterernährung im österreichischen Bruck an der Leitha 1945.